# Diecezja Barisal
Diecezja Barisal (łac. Diœcesis Barisalensis) – diecezja rzymskokatolicka w Bangladeszu, z siedzibą w Barisal.

## Historia
Diecezja została erygowana w 2015 z terenów diecezji Chittagong i włączona do metropolii Dhaka. Po podniesieniu diecezji Ćottogram do rangi archidiecezji i erygowaniu prowincji kościelnej Ćottogram została do niej włączona. Pierwszym biskupem diecezjalnym został mianowany Lawrence Subrata Howlader, wcześniejszy biskup pomocniczy diecezji Ćottogram.

## Główne świątynie
- Katedra: Katedra św. Piotra w Barisal

## Biskupi diecezjalni
- Lawrence Subrata Howlader (2015–2021)
- Emmanuel Kanon Rozario (od 2022)